# Wybory parlamentarne w Bułgarii w 2009 roku
Wybory parlamentarne w Bułgarii odbyły się 5 lipca 2009 roku, chociaż ze względu na bliską datę wyborów do Parlamentu Europejskiego (7 czerwca) część polityków postulowała o wyznaczenie jednego terminu dla obu głosowań.
Wybory odbyły się w terminie konstytucyjnym. Po raz pierwszy zastosowano ordynację mieszaną, proporcjonalno-większościową, przy czym 209 posłów zostało wybranych w systemie proporcjonalnym, a 31 według ordynacji większościowej.
Nadspodziewanie wysokie zwycięstwo w wyborach odniosła założona w 2006 centroprawicowa partia Obywatele na rzecz Europejskiego Rozwoju Bułgarii, której zabrakło tylko 5 mandatów do większości bezwzględnej. Klęskę poniosła koalicja sprawująca władzę w latach 2005–2009: Bułgarska Partia Socjalistyczna i Ruch na rzecz Praw i Wolności zdobyły odpowiednio 40 i 38 mandatów, natomiast trzeci koalicjant, Narodowy Ruch na rzecz Stabilności i Postępu, nie zdołał przekroczyć 4-procentowego progu wyborczego.

## Reforma systemu wyborczego w kwietniu 2009

### Wprowadzenie ordynacji mieszanej
Na 3 miesiące przed wyborami Zgromadzenie Narodowe uchwaliło nową ordynację wyborczą. System proporcjonalny zamieniono systemem mieszanym, proporcjonalno-większościowym. Zdecydowano, że 209 posłów zostanie wybranych według ordynacji proporcjonalnej, natomiast 31 według ordynacji większościowej. Terytorium kraju podzielono na 31 okręgów wyborczych, pokrywających się z obwodami Bułgarii, przy czym Sofię podzielono na trzy okręgi, zaś w obwodzie płowdiwskim wydzielono miasto Płowdiw i obszar pozamiejski. We wszystkich okręgach wyborczych głosujący wybierali kandydatów z regionalnej listy proporcjonalnej oraz jednego kandydata z regionalnej listy większościowej. Wyniki części proporcjonalnej zostały przeliczone na liczbę mandatów przy zastosowaniu Metody Hare’a-Niemeyera, natomiast z listy większościowej automatycznie do parlamentu dostał się kandydat z największą liczbą głosów.

### Próba podniesienia progu wyborczego dla koalicji
W kwietniu 2009 głosami rządzącej koalicji oraz ugrupowań nacjonalistycznych Zgromadzenie Narodowe uchwaliło również poprawkę do systemu wyborczego, zakładającą podniesienie progu wyborczego dla koalicji z 4 do 8%. Przeciwko temu rozwiązaniu zaprotestowały balansujące na granicy progu partie prawicowe i ludowe zgromadzone w tzw. Niebieskiej Koalicji, które oskarżyły rządzących o samowolną i niedemokratyczną próbę wyeliminowania przeciwników politycznych z udziału w wyborach. Wyborczy wynik prawicy mógł być o tyle istotny dla konstrukcji przyszłego rządu: liderzy prowadzącej we wszystkich sondażach partii Obywatele na rzecz Europejskiego Rozwoju Bułgarii podkreślali, że – jeśli nie zdobędą bezwzględnej większości głosów – jedynym partnerem, z którym będą rozmawiać o powołaniu wspólnego gabinetu, będzie właśnie Niebieska Koalicja. Stanowczo zaprzeczali, że istnieje możliwość utworzenia rządu z socjalistami. Zresztą także ówczesny premier i lider BSP Sergej Staniszew zastrzegł, że nie widzi możliwości współpracy z GERB-em.
Poprawkę do systemu wyborczego, w oczywisty sposób uderzającą w opozycję, skrytykowali niektórzy członkowie BSP, m.in. wicepremier i minister spraw zagranicznych Iwajło Kałfin. Przeciwko zmianie opowiedział się również były lider BSP prezydent Georgi Pyrwanow, który 15 kwietnia zgłosił wobec niej weto. Jednakże tydzień później parlament weto odrzucił i dopiero decyzja Trybunału Konstytucyjnego, który 12 maja anulował nowelę, definitywnie rozwiązała problem podwyższenia progu wyborczego.

## Wybory do Parlamentu Europejskiego w czerwcu
Istotnym miernikiem rozkładu sympatii dla bułgarskich partii politycznych były wybory do Parlamentu Europejskiego, które odbyły się 7 czerwca, czyli miesiąc przed wyborami parlamentarnymi. Zgodnie z wcześniejszymi przewidywaniami, zwycięzcą okazał się GERB (Obywatele na rzecz Europejskiego Rozwoju Bułgarii) mera Sofii Bojka Borisowa, który wprowadził pięciu posłów (24,4%). Mniejsze poparcie zyskały rządzące Bułgarska Partia Socjalistyczna (18,5%) oraz Ruch na rzecz Praw i Wolności (14,1%). Trzeci z koalicjantów, Narodowy Ruch na rzecz Stabilności i Postępu byłego cara Symeona Sakskoburggotskiego, niespodziewanie zdobył 8% i dwa mandaty eurodeputowanych, choć sondaże przedwyborcze wskazywały, że partia ta może w ogóle nie przekroczyć progu wyborczego.

## Formowanie bloków koalicyjnych
- Podobnie jak w poprzednich wyborach lewicę reprezentowała Koalicja na rzecz Bułgarii z rządzącą Bułgarską Partią Socjalistyczną na czele.
- Na początku 2009 roku opozycyjne partie centroprawicowe i ludowe zawiązały Niebieską Koalicję. Głównymi siłami politycznymi są w niej: Związek Sił Demokratycznych; partia byłego premiera Iwana Kostowa Demokraci na rzecz Silnej Bułgarii, która w 2004 roku powstała jako partia rozłamowa ZSD; Bułgarski Związek Ludowy, a od 12 czerwca także Bułgarska Nowa Demokracja, nowa formacja zrzeszająca dawnych działaczy Narodowego Ruchu Symeona Drugiego z byłym ministrem obrony w rządzie Symeona Sakskoburggotskiego Nikołajem Swinarowem na czele. Liderami bloku są przewodniczący ZSD Martin Dimitrow i przewodniczący DSB Iwan Kostow.
Pod koniec maja rejestracja Niebieskiej Koalicji stanęła pod znakiem zapytania. Centralna Komisja Wyborcza odmówiła ugrupowaniu – z powodu błędów w przedstawionej dokumentacji – prawa do wzięcia udziału w wyborach parlamentarnych. W związku z tym liderzy dwu głównych partii koalicji Iwan Kostow (Demokraci na rzecz Silnej Bułgarii) i Martin Dimitrow (Związek Sił Demokratycznych) oskarżyli jej członków o wspieranie socjalistów (według bułgarskiego prawa ich nominacje zatwierdza rząd) oraz wystosowali list do rządu Czech, które od 1 stycznia 2009 sprawowały prezydencję w Unii Europejskiej, z prośbą o przysłanie do Bułgarii międzynarodowych obserwatorów[12]. Dzień później decyzję Komisji uchylił Najwyższy Sąd Administracyjny[13].
- W skład koalicji LIDER (Liberalna Inicjatywa na rzecz Demokratycznego Europejskiego Rozwoju) weszła partia Lider, kojarzona z biznesmenem Christem Kowaczkim, oskarżanym o prowadzenie niejasnych interesów[14] oraz partia Nowoto Wreme (Nowy Czas) założona w 2004 przez grupę deputowanych, którzy odłączyli się od Narodowego Ruchu Symeona Drugiego. W czerwcowych wyborach do Parlamentu Europejskiego koalicja niespodziewanie zdobyła aż 5,7% głosów, jednak nie dało jej to mandatu. Sondaże prowadzone przed wyborami parlamentarnymi pokazywały, że LIDER ma szansę przekroczyć 4-procentowy próg wyborczy[15].
- Koalicja Bułgarski Ludowy Związek Chłopski (BLZCh) zawiązała się 10 czerwca 2009. W jej składzie znalazły się trzy partie ludowe (BLZCh – ZNS, BLZCh i Narodowa Partia Ludowa im. Nikoły Petkowa). 15 czerwca Centralna Komisja Wyborcza anulowała rejestrację koalicji w wyborach z powodu niezebrania przez nią wymaganej do kandydowania liczby ważnych podpisów[16].
- Trzy partie skrajnie lewicowe: Bułgarska Lewica, Partia Ojczyźniana i Partia Bułgarskich Komunistów zawiązały Bułgarską Koalicję Lewicową. Koalicja uzyskała rejestrację 9 czerwca 2009.
- Koalicję „Dla Ojczyzny” utworzyły 10 czerwca 2009 partie Demokratyczna Inicjatywa Obywatelska i Nowite Lideri (Nowi Liderzy). Na liście wyborczej koalicji znaleźli się m.in. oficerowie i członkowie organizacji wojskowych.

## Wyniki głosowania

### Wyniki uzyskane przez poszczególne komitety wyborcze
|  | Komitet Wyborczy                                  | Lider                                            | Liczba otrzymanych głosów | Procent głosów | Liczba mandatów w systemie proporcjonalnym | Liczba mandatów w systemie większościowym | Całkowita liczba mandatów |
|  | ------------------------------------------------- | ------------------------------------------------ | ------------------------- | -------------- | ------------------------------------------ | ----------------------------------------- | ------------------------- |
|  | Obywatele na rzecz Europejskiego Rozwoju Bułgarii | Bojko Borisow                                    | 1 678 641                 | 39,72%         | 90                                         | 26                                        | 116                       |
|  | Koalicja na rzecz Bułgarii                        | Sergej Staniszew                                 | 748 147                   | 17,70%         | 40                                         | 0                                         | 40                        |
|  | Ruch na rzecz Praw i Wolności                     | Ahmed Dogan                                      | 610 521                   | 14,45%         | 33                                         | 5                                         | 38                        |
|  | Ataka                                             | Wolen Siderow                                    | 395 733                   | 9,36%          | 21                                         | 0                                         | 21                        |
|  | Niebieska Koalicja                                | Martin Dimitrow i Iwan Kostow                    | 285 662                   | 6,76%          | 15                                         | 0                                         | 15                        |
|  | Porządek, Prawo i Sprawiedliwość                  | Jane Janew                                       | 174 582                   | 4,13%          | 10                                         | 0                                         | 10                        |
|  | LIDER                                             | Kynczo Filipow                                   | 137 795                   | 3,26%          | 0                                          | 0                                         | 0                         |
|  | Narodowy Ruch na rzecz Stabilności i Postępu      | Symeon Sakskoburggotski                          | 127 470                   | 3,02%          | 0                                          | 0                                         | 0                         |
|  | Partia Zielonych                                  | Andrej Kowaczew, Denica Petrowa i Petko Kowaczew | 21 841                    | 0,52%          | 0                                          | 0                                         | 0                         |
|  | Koalicja „Dla Ojczyzny”                           | Mładen Kazakow                                   | 11 524                    | 0,27%          | 0                                          | 0                                         | 0                         |
|  | Bułgarska Koalicja Lewicowa                       | Ilija Bożinow, Iwan Genow i Petko Todorow        | 8 762                     | 0,21%          | 0                                          | 0                                         | 0                         |
|  | Związek Sił Patriotycznych „Zasztita”             | Jordan Weliczkow                                 | 6 368                     | 0,15%          | 0                                          | 0                                         | 0                         |
|  | Ruch Polityczny Socjaldemokraci                   | Nikołaj Kamow                                    | 5 004                     | 0,12%          | 0                                          | 0                                         | 0                         |
|  | Bułgarski Związek Narodowy „Nowa Demokracja”      | Bogdan Jocow                                     | 3 813                     | 0,09%          | 0                                          | 0                                         | 0                         |
|  | Inna Bułgaria                                     | Bożidar Tomalew                                  | 3 455                     | 0,08%          | 0                                          | 0                                         | 0                         |
|  | Partia Liberalnej Alternatywy i Pokoju            | Nikołaj Ninow                                    | 2 828                     | 0,07%          | 0                                          | 0                                         | 0                         |
|  | Zjednoczenie Bułgarskich Patriotów                | Julij Abadżijew                                  | 2 175                     | 0,05%          | 0                                          | 0                                         | 0                         |
|  | Narodowy Ruch na rzecz Ocalenia Ojczyzny          | Todor Raszew                                     | 1 874                     | 0,04%          | 0                                          | 0                                         | 0                         |
|  | Koalicja BLZCh                                    | Stefan Liczew                                    | –                         | –              | –                                          | –                                         | –                         |
|  | WMRO – Bułgarski Ruch Narodowy                    | Krasimir Karakaczanow                            | –                         | –              | –                                          | –                                         | –                         |
|  | Razem                                             | –                                                | 4 226 194                 | 100,0%         | 209                                        | 31                                        | 240                       |

### Statystyki wyborcze
| Liczba uprawnionych do głosowania | 7 129 965 |
| Liczba głosujących                | 4 323 581 |
| Frekwencja wyborcza (%)           | 60,20     |
| Liczba głosów nieważnych          | 97 387    |
| Liczba głosów ważnych             | 4 226 194 |

## Ocena wyborów przez zagraniczną misję obserwacyjną
Wybory były nadzorowane przez 40 obserwatorów wysłanych przez Zgromadzenie Parlamentarne Rady Europy (ZPRE) i Organizację Bezpieczeństwa i Współpracy w Europie (OBWE). Dzień po wyborach szef misji ZPRE, Tadeusz Iwiński, poinformował, iż stwierdzono szereg nieprawidłowości w przebiegu procesu wyborczego. W raporcie sporządzonym przez obserwatorów wspomniano m.in. o praktyce handlu głosami wyborczymi, braku zaufania społecznego do demokracji, politycznym cynizmie elit i zmianach w ordynacji wyborczej dokonywanych tuż przed głosowaniem. Delegaci ZPRE jednogłośnie zdecydowali o zarekomendowaniu wznowienia monitoringu Bułgarii, zawieszonego od czasu przyjęcia kraju do Unii Europejskiej.
Colin Munro, szef misji OBWE, stwierdził, iż w ogólności wybory zostały przeprowadzone właściwie, jednak zaobserwowano i poważne naruszenia. Wymiar sprawiedliwości nie miał możliwości skutecznej i szybkiej interwencji tam, skąd docierały sygnały o nieprawidłowościach. Zdaniem Munro, kupowanie głosów było nagminnym procederem, co zostało zresztą nagłośnione przez bułgarskie media. Obserwator zauważył, że system większościowy się nie sprawdził, a rozdział mandatów nie odzwierciedlił rzeczywistych preferencji wyborców. Zarekomendował, by przyszłe wybory były koordynowane przez neutralną politycznie komisję wyborczą, a nie przez komisję złożoną z przedstawicieli wszystkich partii. Munro negatywnie ocenił decyzję sądu o zwolnieniu z aresztu na czas wyborów członków gangu „bracia Galewowie”, którzy ubiegali się o mandaty. W kwestii tzw. turystyki wyborczej, polegającej na masowym dowożeniu autokarami przesiedleńców bułgarskich żyjących w Turcji, tak by mogli zagłosować w miejscu urodzenia, Munro zasugerował, by nowa ekipa rządząca jak najszybciej zajęła się ograniczeniem tego zjawiska.